# 1953
Il 1953 (MCMLIII in numeri romani) è un anno  del XX secolo.

## Eventi
- La scrittrice cecoslovacca Katarína Lazarová conosce un'ampia popolarità con il romanzo Il nido di vespe.
- Papa Pio XII abolisce tutti i titoli nobiliari spettanti ad ecclesiastici (ex principati vescovili già secolarizzati).

### Gennaio
- 13 gennaio – sulla Pravda viene reso pubblico il "complotto dei medici", secondo il quale alcuni medici di fede ebraica avrebbero inteso avvelenare Stalin.
- 31 gennaio – 1º febbraio: l'alluvione del Mare del Nord causa migliaia di morti tra Paesi Bassi e Regno Unito.

### Febbraio
- 10 febbraio – viene approvata dal Parlamento, a larga maggioranza, la legge n. 136 che istituisce l'Ente Nazionale Idrocarburi (ENI).
- 11 febbraio – in conseguenza del "complotto dei medici", Israele interrompe le relazioni diplomatiche con l'Unione Sovietica (le riprenderà il 6 luglio).
- 14 febbraio: eclissi solare
- 18 febbraio – nell'ambito della Comunità Europea del Carbone e dell'Acciaio viene aperto il mercato del carbone.
- 28 febbraio – Alfred Jodl, condannato e impiccato nel processo di Norimberga, è riabilitato postumo, sentenza poi annullata.

### Marzo
- 6 marzo – Unione Sovietica: gli organi di informazione sovietici annunciano la morte di Iosif Stalin (avvenuta il giorno precedente). Il 9 marzo, a Mosca, si svolgono i funerali.
- 10 marzo – l'Assemblea allargata della CECA approva il progetto di trattato costitutivo della Comunità politica europea (CPE) che prevede la formazione di istituzioni sovranazionali europee.
- 11 marzo – con la legge costituzionale n. 1 viene affidata alla Corte costituzionale la competenza sull'ammissibilità dei referendum abrogativi.
- 31 marzo – il ministro dell'Interno sovietico Lavrentij Berija ordina la liberazione dei medici ebrei fatti arrestare da Stalin poco prima della sua morte.
- 31 marzo – il Parlamento italiano approva, fra accese polemiche, la cosiddetta "legge truffa" (legge elettorale n. 148/1953), che introduce un premio di maggioranza che assegna il 65% dei seggi della Camera dei deputati per la lista o il gruppo di liste che superano il 50% dei voti. La legge non sarà mai applicata perché, nelle successive elezioni del 7 giugno, la coalizione, di centro, che vince le elezioni raggiunge solo il 49,8% dei voti, e sarà abrogata l'anno successivo.

### Aprile
- 9 aprile – Londra: Alexander Fleming, lo scopritore della penicillina, sposa Amalia Koutsouri-Vourekas, eroina della resistenza greca contro l'occupazione delle forze dell'Asse.
- 11 aprile – Torvaianica (Roma): viene ritrovato sulla spiaggia il corpo senza vita della ventitreenne Wilma Montesi. Le indagini sulla morte della ragazza portano alla luce le sue frequentazioni con numerosi giovani della "Roma bene", provocando un enorme scandalo politico. L'omicidio resta irrisolto.
- 17 aprile – Londra: l'attore Charlie Chaplin, messo sotto accusa dal maccartismo come filocomunista, annuncia che non farà più ritorno negli Stati Uniti d'America. Ritornerà soltanto nel 1972, per ritirare il Premio Oscar alla carriera.
- 22 aprile – sbarca a Napoli, Clare Boothe Luce, nuova ambasciatrice degli Stati Uniti in Italia.
- 25 aprile – James Watson e Francis Crick pubblicano sulla rivista Nature la loro ricerca che descrive la struttura a doppia elica dell'acido desossiribonucleico, il DNA.

### Maggio
- 1º maggio – nell'ambito della Comunità Europea del Carbone e dell'Acciaio viene aperto il mercato dell'acciaio.
- 2 maggio – incoronazione di Faysal II d'Iraq
- 17 maggio – Roma: viene inaugurato lo Stadio Olimpico con la partita di calcio Italia-Ungheria.
- 23 maggio – Torino: un nubifragio provoca il crollo della guglia della Mole Antonelliana. La tempesta causa nella zona altri gravi danni e la morte di cinque persone.[1]
- 29 maggio – Edmund Hillary e Tenzing Norgay conquistano l'Everest, la più alta vetta del mondo.

### Giugno
- 2 giugno – Londra: Elisabetta II d’Inghilterra viene incoronata regina di Gran Bretagna.
- 7-8 giugno – elezioni politiche in Italia: la coalizione di centro (Democrazia Cristiana, PSDI, PLI e PRI) non riesce a ottenere la maggioranza assoluta, si ferma al 49,85%, non scatta quindi il premio di maggioranza assicurato dalla legge truffa.
- 17 giugno – Berlino Est: carri armati sovietici intervengono contro gli operai che dimostrano contro le nuove e più pesanti norme di lavoro.
- 19 giugno – Penitenziario di Sing Sing, New York: i coniugi comunisti di origine ebraica Julius ed Ethel Rosenberg, accusati di spionaggio, sono giustiziati sulla sedia elettrica. Il loro caso aveva sollevato grande eco e manifestazioni di protesta in tutto il mondo.

### Luglio
- 10 luglio – la Pravda annuncia l'arresto di Berija (avvenuto il 26 giugno) – condannato a morte, la sentenza sarà eseguita (secondo la versione ufficiale) il 23 dicembre.
- 18 luglio – Elvis Presley incide alla Sun Records il suo primo singolo dal titolo My Happiness
- 26 luglio – Cuba: un gruppo di ribelli, guidato da Fidel Castro, assale la caserma Moncada. L'assalto, pur se fallito, segna l'inizio della rivoluzione cubana.
- 27 luglio – Panmunjeom: dopo lunghi negoziati, viene firmato l'armistizio che pone fine alla guerra di Corea.
- 28 luglio – Roma: Alcide De Gasperi chiede alla Camera dei deputati la fiducia per il suo VIII e ultimo Governo, un monocolore DC sostenuto dai voti dei monarchici del Partito Nazionale Monarchico, ma non la ottiene ed è costretto alle dimissioni.

### Agosto
- 12 agosto – Unione Sovietica: nel poligono di Semipalatinsk esplode la prima bomba atomica "mista" a fissione-fusione, venti volte più potente di quella sganciata a Hiroshima.
- 12 agosto – Grecia: terremoto delle isole Ionie.
- 17 agosto – Giuseppe Pella è il nuovo Presidente del Consiglio dei ministri.
- 27 agosto – firma del concordato tra Santa Sede e governo spagnolo
- 29 agosto – 1º settembre: lacrimazione miracolosa di un quadretto di gesso raffigurante il Cuore Immacolato di Maria a Siracusa, conosciuto oggi con l'appellativo di Madonna delle Lacrime.
- 30 agosto – Fausto Coppi conquista il titolo mondiale di ciclismo su strada a Lugano.

### Settembre
- 7 settembre – Unione Sovietica: in seguito alla morte di Stalin, dopo un periodo di gestione collettiva, Chruščëv diventa segretario Comitato Centrale del Partito Comunista dell'Unione Sovietica (PCUS).
- 16 settembre – Stati Uniti d'America: per la prima volta viene proiettato un film in Cinemascope. Si tratta di The robe (La tunica), prodotto dalla 20th Century Fox, per la regia di Henry Koster.

### Ottobre
- 8 ottobre – i governi statunitense e britannico annunciano simultaneamente (la cosiddetta nota bipartita) la fine del governo militare alleato a Trieste, il ritiro delle truppe dalla zona A del Territorio libero e la sua rimessione all'amministrazione italiana.
- 10 ottobre – in risposta alla nota bipartita angloamericana dell'8 ottobre, il leader jugoslavo, maresciallo Tito, minaccia di occupare militarmente la zona A del Territorio Libero di Trieste.
- 21 ottobre – Calabria: un forte nubifragio provoca alluvioni nelle province di Reggio Calabria e Catanzaro. Oltre cento le vittime.

### Novembre
- 4-6 novembre – Trieste è teatro di violente manifestazioni irredentiste, represse dalla polizia anglo-americana.

### Dicembre
- 9 dicembre – Stati Uniti: la General Electric annuncia che tutti i dipendenti comunisti verranno licenziati dall'azienda.
- 13 dicembre – la RAI trasmette la prima telecronaca di un evento sportivo: il secondo tempo dell'incontro di calcio Italia – Cecoslovacchia per la Coppa Internazionale. La partita, vinta dalla squadra italiana per 3 reti a 0, è commentata da Nicolò Carosio.
- 30 dicembre – USA - Viene messo sul mercato il primo televisore a colori.

## Nati
Ci sono circa 3 150 voci su persone nate nel 1953; vedi la pagina Nati nel 1953 per un elenco descrittivo o la categoria Nati nel 1953 per un indice alfabetico.

## Morti
Ci sono circa 820 voci su persone morte nel 1953; vedi la pagina Morti nel 1953 per un elenco descrittivo o la categoria Morti nel 1953 per un indice alfabetico.

## Calendario
| Calendario 1953 | Calendario 1953 | Calendario 1953 | Calendario 1953 | Calendario 1953 | Calendario 1953 | Calendario 1953 | Calendario 1953 | Calendario 1953 | Calendario 1953 | Calendario 1953 | Calendario 1953 | Calendario 1953 | Calendario 1953 | Calendario 1953 | Calendario 1953 | Calendario 1953 | Calendario 1953 | Calendario 1953 | Calendario 1953 | Calendario 1953 | Calendario 1953 | Calendario 1953 | Calendario 1953 | Calendario 1953 | Calendario 1953 | Calendario 1953 | Calendario 1953 | Calendario 1953 | Calendario 1953 | Calendario 1953 | Calendario 1953 | Calendario 1953 |
| --------------- | --------------- | --------------- | --------------- | --------------- | --------------- | --------------- | --------------- | --------------- | --------------- | --------------- | --------------- | --------------- | --------------- | --------------- | --------------- | --------------- | --------------- | --------------- | --------------- | --------------- | --------------- | --------------- | --------------- | --------------- | --------------- | --------------- | --------------- | --------------- | --------------- | --------------- | --------------- | --------------- |
|                 | 1               | 2               | 3               | 4               | 5               | 6               | 7               | 8               | 9               | 10              | 11              | 12              | 13              | 14              | 15              | 16              | 17              | 18              | 19              | 20              | 21              | 22              | 23              | 24              | 25              | 26              | 27              | 28              | 29              | 30              | 31              |                 |
| Gennaio         | Gi              | Ve              | Sa              | Do              | Lu              | Ma              | Me              | Gi              | Ve              | Sa              | Do              | Lu              | Ma              | Me              | Gi              | Ve              | Sa              | Do              | Lu              | Ma              | Me              | Gi              | Ve              | Sa              | Do              | Lu              | Ma              | Me              | Gi              | Ve              | Sa              |                 |
| Febbraio        | Do              | Lu              | Ma              | Me              | Gi              | Ve              | Sa              | Do              | Lu              | Ma              | Me              | Gi              | Ve              | Sa              | Do              | Lu              | Ma              | Me              | Gi              | Ve              | Sa              | Do              | Lu              | Ma              | Me              | Gi              | Ve              | Sa              |                 |                 |                 |                 |
| Marzo           | Do              | Lu              | Ma              | Me              | Gi              | Ve              | Sa              | Do              | Lu              | Ma              | Me              | Gi              | Ve              | Sa              | Do              | Lu              | Ma              | Me              | Gi              | Ve              | Sa              | Do              | Lu              | Ma              | Me              | Gi              | Ve              | Sa              | Do              | Lu              | Ma              |                 |
| Aprile          | Me              | Gi              | Ve              | Sa              | Do              | Lu              | Ma              | Me              | Gi              | Ve              | Sa              | Do              | Lu              | Ma              | Me              | Gi              | Ve              | Sa              | Do              | Lu              | Ma              | Me              | Gi              | Ve              | Sa              | Do              | Lu              | Ma              | Me              | Gi              |                 |                 |
| Maggio          | Ve              | Sa              | Do              | Lu              | Ma              | Me              | Gi              | Ve              | Sa              | Do              | Lu              | Ma              | Me              | Gi              | Ve              | Sa              | Do              | Lu              | Ma              | Me              | Gi              | Ve              | Sa              | Do              | Lu              | Ma              | Me              | Gi              | Ve              | Sa              | Do              |                 |
| Giugno          | Lu              | Ma              | Me              | Gi              | Ve              | Sa              | Do              | Lu              | Ma              | Me              | Gi              | Ve              | Sa              | Do              | Lu              | Ma              | Me              | Gi              | Ve              | Sa              | Do              | Lu              | Ma              | Me              | Gi              | Ve              | Sa              | Do              | Lu              | Ma              |                 |                 |
| Luglio          | Me              | Gi              | Ve              | Sa              | Do              | Lu              | Ma              | Me              | Gi              | Ve              | Sa              | Do              | Lu              | Ma              | Me              | Gi              | Ve              | Sa              | Do              | Lu              | Ma              | Me              | Gi              | Ve              | Sa              | Do              | Lu              | Ma              | Me              | Gi              | Ve              |                 |
| Agosto          | Sa              | Do              | Lu              | Ma              | Me              | Gi              | Ve              | Sa              | Do              | Lu              | Ma              | Me              | Gi              | Ve              | Sa              | Do              | Lu              | Ma              | Me              | Gi              | Ve              | Sa              | Do              | Lu              | Ma              | Me              | Gi              | Ve              | Sa              | Do              | Lu              |                 |
| Settembre       | Ma              | Me              | Gi              | Ve              | Sa              | Do              | Lu              | Ma              | Me              | Gi              | Ve              | Sa              | Do              | Lu              | Ma              | Me              | Gi              | Ve              | Sa              | Do              | Lu              | Ma              | Me              | Gi              | Ve              | Sa              | Do              | Lu              | Ma              | Me              |                 |                 |
| Ottobre         | Gi              | Ve              | Sa              | Do              | Lu              | Ma              | Me              | Gi              | Ve              | Sa              | Do              | Lu              | Ma              | Me              | Gi              | Ve              | Sa              | Do              | Lu              | Ma              | Me              | Gi              | Ve              | Sa              | Do              | Lu              | Ma              | Me              | Gi              | Ve              | Sa              |                 |
| Novembre        | Do              | Lu              | Ma              | Me              | Gi              | Ve              | Sa              | Do              | Lu              | Ma              | Me              | Gi              | Ve              | Sa              | Do              | Lu              | Ma              | Me              | Gi              | Ve              | Sa              | Do              | Lu              | Ma              | Me              | Gi              | Ve              | Sa              | Do              | Lu              |                 |                 |
| Dicembre        | Ma              | Me              | Gi              | Ve              | Sa              | Do              | Lu              | Ma              | Me              | Gi              | Ve              | Sa              | Do              | Lu              | Ma              | Me              | Gi              | Ve              | Sa              | Do              | Lu              | Ma              | Me              | Gi              | Ve              | Sa              | Do              | Lu              | Ma              | Me              | Gi              |                 |

## Premi Nobel
- per la Pace: George Catlett Marshall
- per la Letteratura: Winston Leonard Spencer Churchill
- per la Medicina: Hans Adolf Krebs, Fritz Albert Lipmann
- per la Fisica: Frits Zernike
- per la Chimica: Hermann Staudinger